# Pic-Pic
Cet article concerne le constructeur automobile. Pour le jeu vidéo, voir Pic Pic.
Pic-Pic (acronyme de Piccard & Pictet) est un constructeur automobile suisse basé à Genève, actif de 1905 à 1921.

Vue des usines de la Société anonyme des Ateliers Piccard & Pictet, 109 rue de Lyon, à Genève, aux alentours de 1910

## Fondation
Les origines lointaines de Pic-Pic remontent à 1858, année pendant laquelle le fils de Conrad Staib reprend l'atelier de serrurerie de son père à la rue Verdaine à Genève. Il déménage en 1861 à Malagnou et fonde la société F. Staib & Cie, spécialisée dans la fabrication d'appareils de chauffage à air chaud. La société devient plus tard Weibel, Briquet & Cie et diversifie ses activités en se lançant dans la construction de turbines hydrauliques. En 1886, Paul Piccard (1844-1929), ingénieur mécanicien diplômé d'origine vaudoise, reprend avec Jules Faesch la société qui prend le nom de Faesch & Piccard. Ils abandonnent rapidement la section chauffage pour se consacrer dès 1890 uniquement à la production de pompes et de turbines hydrauliques, notamment celles des chutes du Niagara. En 1895, Jules Faesch décède et est remplacé par Lucien Pictet (1864-1928), ingénieur genevois qui travaille depuis cinq ans dans la société. L'association crée la raison sociale Piccard & Pictet, située à la rue Adrien Lachenal à Genève.

## Le constructeur automobile
Le 23 décembre 1905, Edwin Schwarzenbach, un financier zurichois, devient président de la S.A.G. (Société d'Automobiles à Genève), une société au capital de 500 000 francs suisses ayant son siège à Genève qui confie à Piccard & Pictet la fabrication de voitures. Passionné d'automobiles, Lucien Pictet est nommé directeur de la nouvelle société. Il se rend à Barcelone pour racheter à Marc Birkigt la licence des voitures fabriquées par Hispano-Suiza. De retour à Genève, Lucien Pictet commande par l'intermédiaire de la S.A.G. la construction de châssis à Piccard & Pictet. Dès 1906, La première gamme de voitures S.A.G. sort des usines, composée de trois modèles : une 12/16 HP, une 20/24 HP et une 40/50 HP, toutes des 4 cylindres. En 1909, l'entreprise verse son premier dividende (5 %). Elle produit 220 châssis, carrossés pour la plupart par Gangloff à Genève et Geissberger à Zurich. Coûtant à l'époque plus de vingt mille francs suisses, ces automobiles représentent de véritables véhicules de luxe.
D'abord réticent à l'idée de fabriquer des voitures, Paul Piccard absorbe finalement la société dont la raison sociale devient « Société anonyme des ateliers Piccard & Pictet » basée au 109 rue de Lyon à Genève, et joint à la fabrication des turbines celle des automobiles. La résiliation du contrat de licence avec Hispano-Suiza entraîne l'abandon de la marque S.A.G. rachetée un demi-million de francs suisses par Paul Piccard et Lucien Pictet. Dorénavant, les véhicules s'appelleront Pic-Pic.

## Succès et apogée

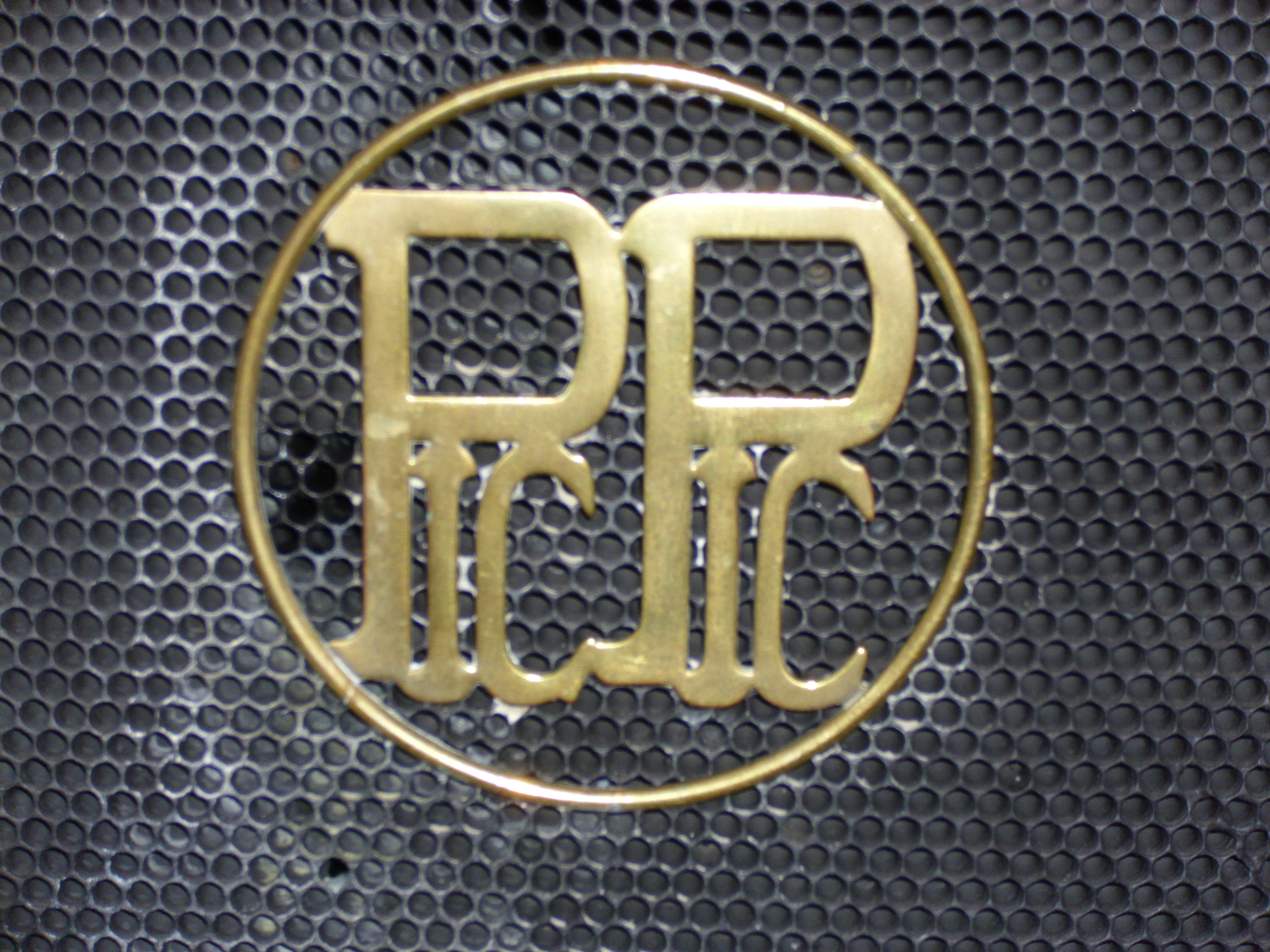
Logo sur la grille du radiateur

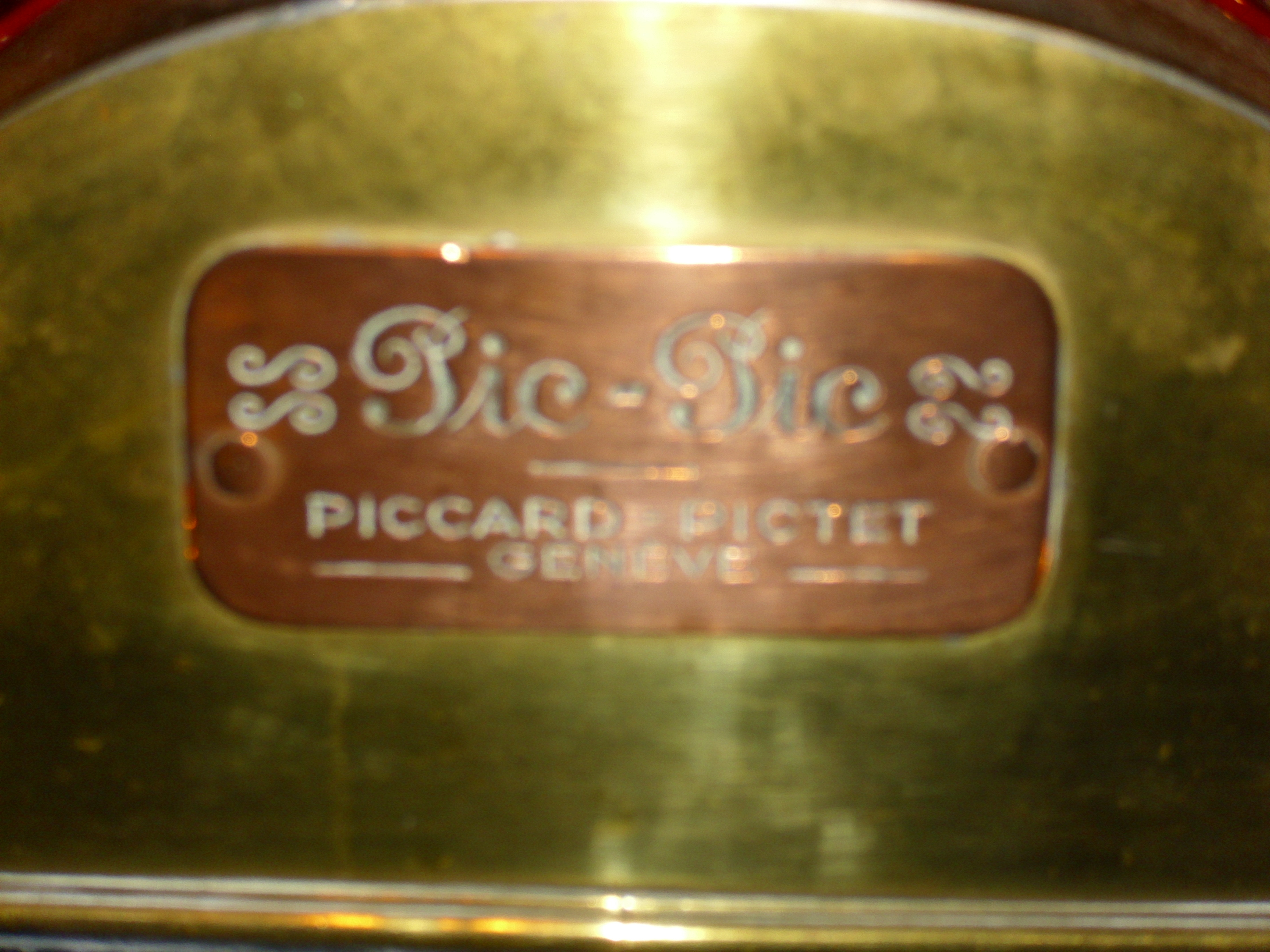
Plaque 1911

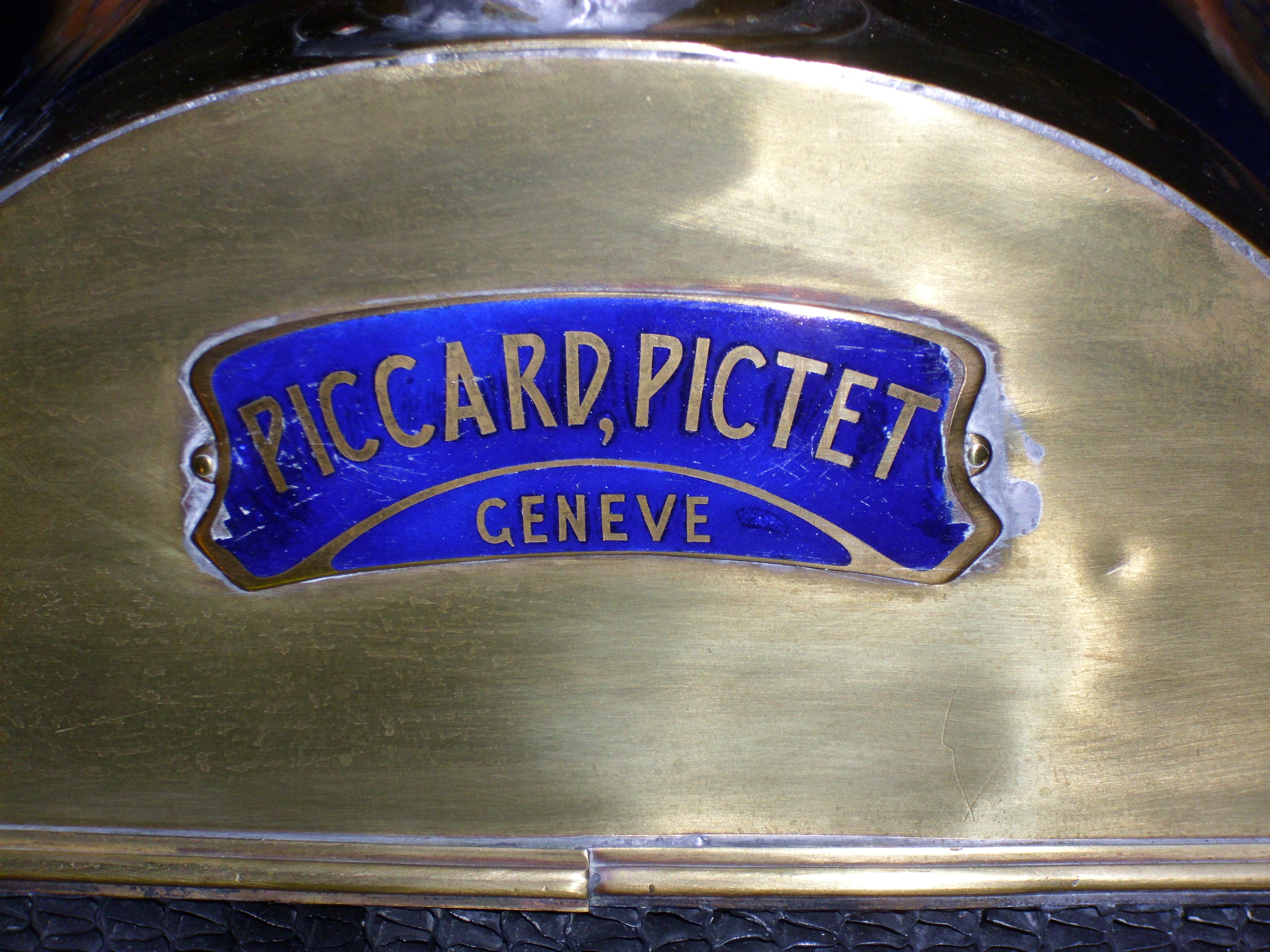
Plaque 1912

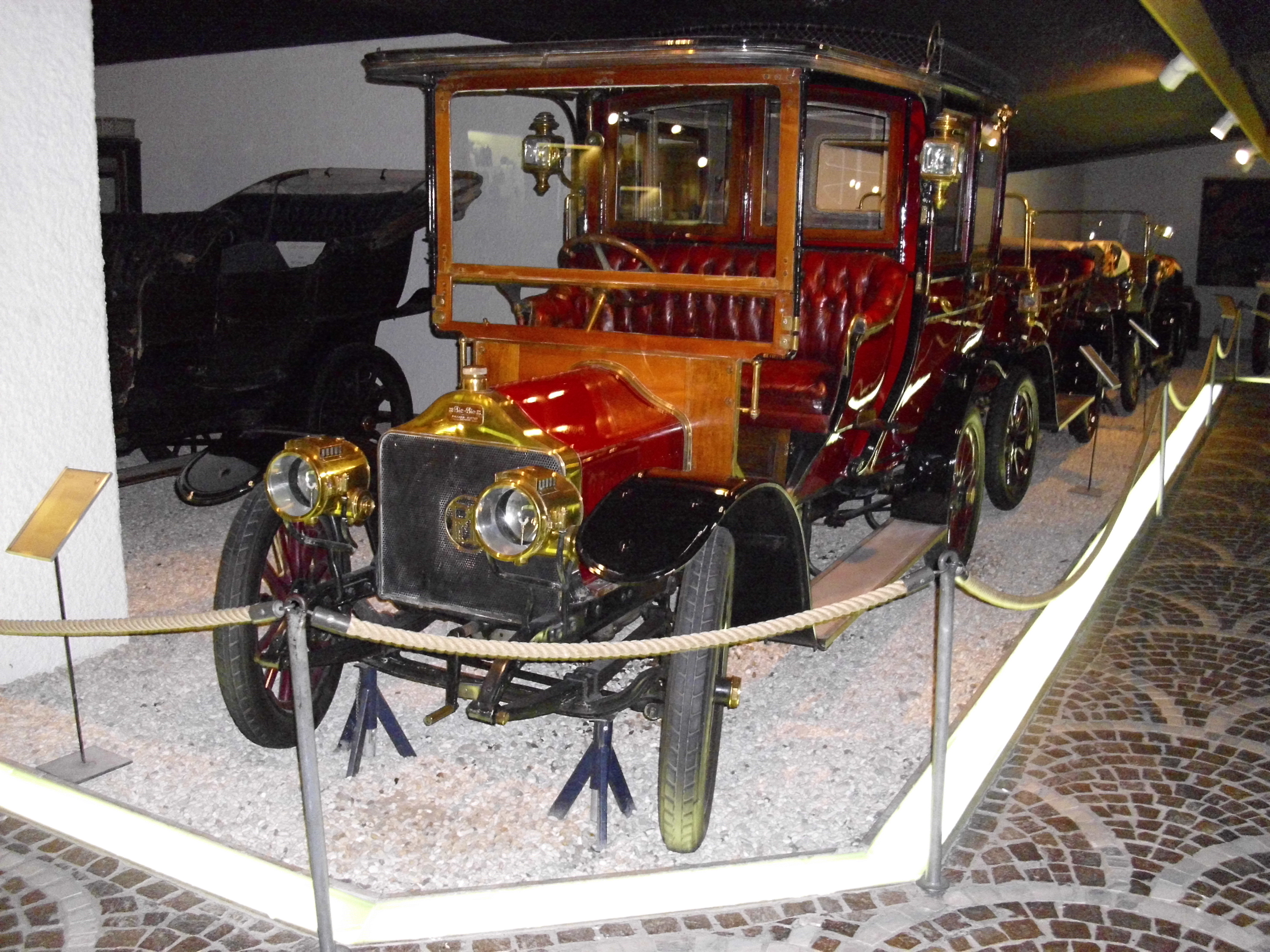
Pic-Pic 1911

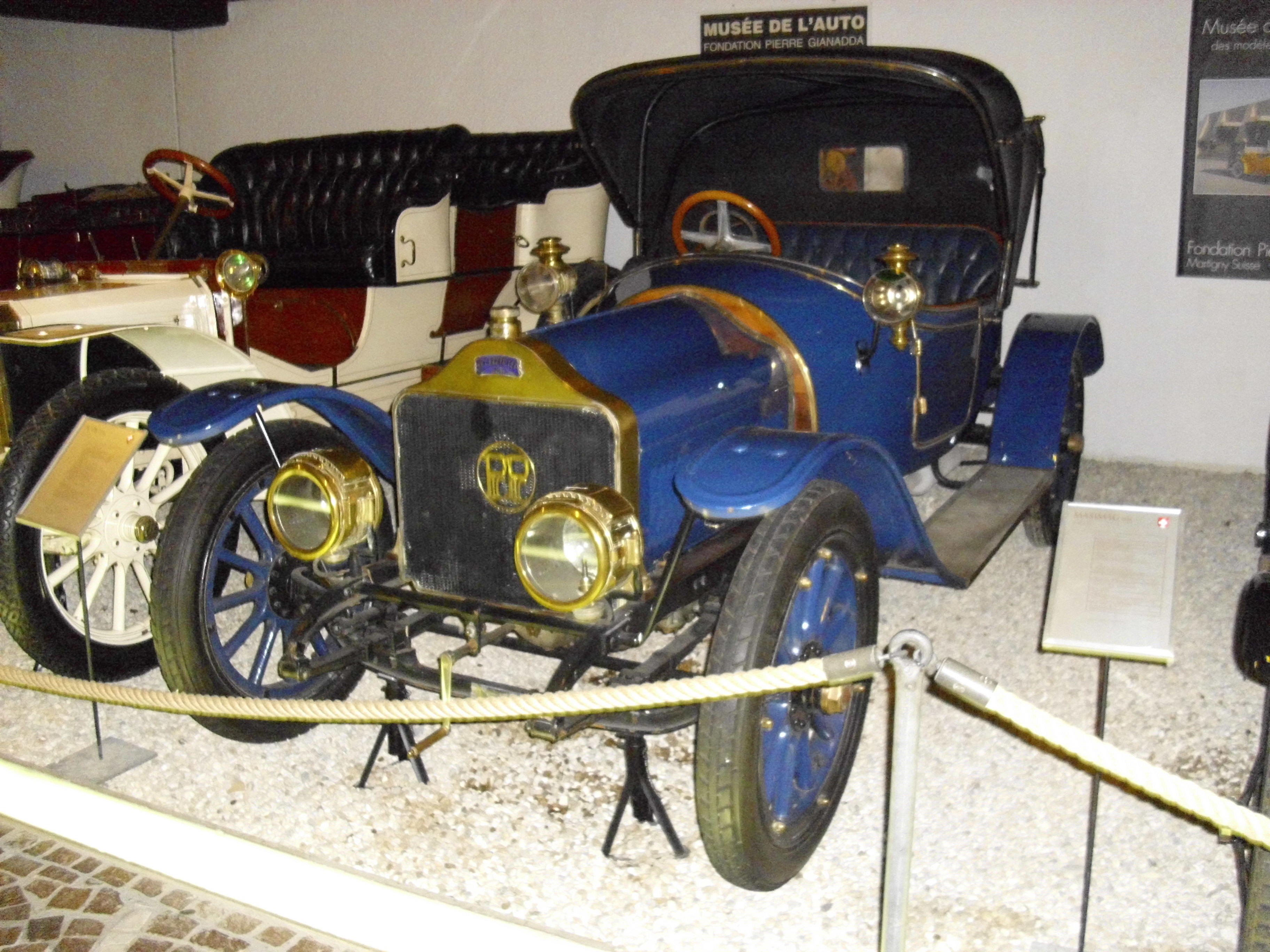
Pic-Pic 1912

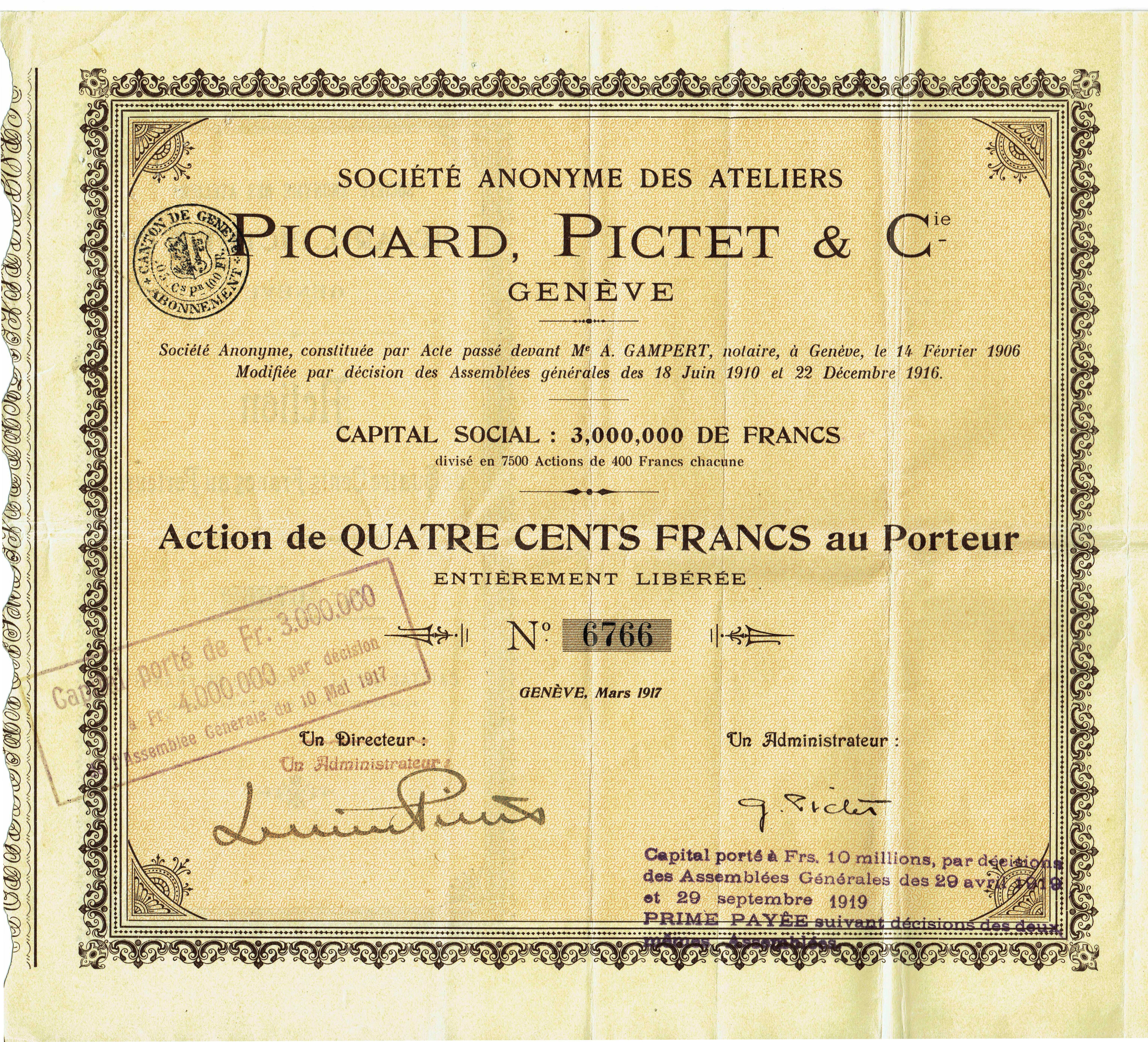
Action de la SA des Ateliers Piccard, Pictet & Cie, 1917

À partir de 1910, les automobiles sont ainsi appelées Pic-Pic et se font rapidement remarquer en course. Deux modèles de la marque sont également exposés aux salons de Londres et de Paris. En 1911, Piccard et Pictet demandent à l'ingénieur et directeur technique Léon Dufour de dessiner et de construire des moteurs sans soupapes destinés à des voitures de luxe. Ce type de moteur était très en vogue à l'époque. Pic-Pic choisit un système à chemise louvoyante unique de Burt-McCollum. Lucien Pictet regrettera plus tard ce choix car ces moteurs, quoique silencieux et puissants, ne permettent pas de hauts régimes et posent de nombreux problèmes de lubrification. Le succès commercial est tout de même au rendez-vous. La Croix-Rouge suisse achète une Pic-Pic pour sa première ambulance, et de nombreux véhicules sont vendus en Amérique latine. L'armée suisse utilise également une Pic-Pic (modèle 22/30 ch grand tourisme) comme véhicule d'état-major. En 1912, lorsque l'empereur allemand Guillaume II assiste aux manœuvres du 3e corps d'armée, la Confédération commande à Pic-Pic un véhicule équipé d'un moteur de 40 ch, six cylindres sans soupapes. L'ingénieur Léon Dufour (ou peut-être le capitaine André Pictet, un neveu de Lucien) sera pour l'occasion le chauffeur personnel du Kaiser. La même année, deux châssis sont présentés au Salon de Paris, un quatre cylindres 30/40 ch équipé d'un moteur sans soupapes, ainsi qu'un quatre cylindres 20/30 ch. La société produisait alors quelque 220 châssis par année.
En 1914, deux automobiles Pic-Pic sont alignées au Grand Prix de l'ACF à Lyon, alors le plus grand évènement du sport automobile mondial. Si les deux pilotes Piccard-Pictet (Paul Tournier et Theo Clark) jouent de malchance et ne parviennent pas à finir la course (Tournier abandonnera deux tours avant la fin), Pic-Pic bat le record de vitesse en atteignant les 170 km/h.
Pic-Pic propose en 1914 un nouveau modèle plus léger, la 16/20 ch avec moteur sans soupapes. Mais la production automobile baisse car, outre le déclenchement de la Première Guerre mondiale, la concurrence des États-Unis qui livrent leurs automobiles moins chères et en masse, est féroce. La S.A. Piccard Pictet & Cie se convertit alors à la production de grenades et d'obus pour les alliés tout en continuant à produire des pièces détachées pour ses automobiles.
Il est insolite de noter que les tout premiers missiles air-air ont été tirés depuis une Piccard et Pictet, en pleine guerre de 1914-1918. En effet le Commandant Yves Le Prieur, inventeur prolifique, pionnier de l'aviation et de la plongée en scaphandre autonome avait inventé des roquettes à poudre, avec mise à feu électrique, destinée à abattre les drachen ou « saucisses », les ballons captifs  d'observation allemands. Craignant que la gerbe de feu de la fusée n'incendie l'aile de l'avion porteur (alors en bois entoilé et verni), il décida de tester ses roquettes en boulonnant un tronçon d'aile d'avion Voisin sur une automobile pour réaliser des tests dans les conditions les plus réalistes et les moins dangereuses possibles. Dans ses mémoires, il raconte qu'il obtint de l'état-major le prêt d'une Pic-Pic, l'une des très rares voitures de l'époque capables de dépasser le cent vingt à l'heure. Les essais furent concluants, l'aile n'était même pas roussie, et la dispersion des tirs parfaitement acceptable... En conséquence les roquettes furent immédiatement installées sur un chasseur Nieuport et firent un carnage parmi les aérostats d'observation allemands.
En 1919, les véhicules suivants étaient disponibles :
16 CV, 1919-1921, Moteur quatre cylindres 2950 cm³ ( 85 mm alésage 130 mm course)
28 CV, 1919-1921, Moteur huit cylindres 5901 cm³ ( 85 mm alésage 130 mm course) 
À la fin de la guerre, la société emploie plus de sept mille cinq cents personnes, principalement des femmes. Elle réalise dans les années 1916 et 1917 un bénéfice net de quatre millions de francs suisses. L'exercice 1917 et 1918 se conclut encore sur un joli bénéfice de deux millions et demi de francs suisses.

## Déclin et faillite
L'année 1919 se boucle cependant avec une perte d'un million et demi de francs suisses due à une mauvaise gestion et au rachat de plusieurs petites entreprises sans avenir. La chute de la demande d'armement achève la débâcle commerciale. Piccard & Pictet collabore alors avec la société française Gnome et Rhône et commande des machines aux États-Unis afin de se relancer. Mais en 1920, le passif atteint vingt-quatre millions. Le bilan est déposé et la Société de banque suisse (SBS), qui avait accordé à l'entreprise de nombreux crédits au début de la guerre, devient propriétaire pour deux tiers (le Comptoir d'Escompte pour un). Une nouvelle société est fondée en 1921 sous la raison sociale Ateliers des Charmilles (de) au capital de deux millions de francs. La production de turbines continue ainsi que la construction de deux voitures par jour.
En 1922, Gnome et Rhône achète les droits de fabrication Pic-Pic pour produire des châssis de types R2, 4 vitesses 16/45 chevaux, mais en 1923, la société est vendue à un consortium. Ce dernier produit un prototype de Pic-Pic torpédo huit cylindres en "V" qui fut essayé dans la campagne genevoise. Un modèle de la marque apparaît pour la dernière fois en 1924 au Salon de Genève, au stand Jan & Co, représentant de Gnome et Rhône à Lausanne. En 1925, les Ateliers des Charmilles vendent encore des pièces détachées mais la production a totalement cessé après environ trois mille voitures construites en plus de dix ans d'histoire.

## De nos jours
Il existe aujourd'hui dans le monde huit exemplaires connus de Pic-Pic. Deux modèles appartenant à la famille Pictet (type MIV et R2 sans soupape) sont exposés régulièrement dans le hall de la banque Pictet & Cie à Genève dont Guillaume Pictet, un ancien associé et frère de Lucien, avait présidé les Ateliers Piccard & Pictet. La Fondation Gianadda de Martigny en possède trois (S.A.G, type D2, type F2), un autre se trouve au Musée suisse des transports de Lucerne (type R2 sans soupape) et un autre à la Cité de l'automobile, collection Schlumpf à Mulhouse. Un dernier modèle connu comme ayant été vendu pour l’exportation en Amérique latine, a pu revenir d’Argentine en Suisse en 2020 et a rejoint la collection de la Fondation MJVP1909 (Type MIII en cours de restauration).
En 2014, la marque Pic-Pic a été reprise par la société PILO & CO SA basée à Genève et spécialisée dans l'horlogerie. Cette nouvelle société compte perpétuer le savoir-faire genevois et remettre de nouveaux dans le marché mondial la seule marque automobile suisse.
En 2015, une série de timbres-poste suisses rappelle l’industrie automobile suisse du début du XXe siècle. Un modèle Pic-Pic R2 de 1919 est représenté avec une valeur faciale de 85 centimes.

## Production
| Année       | Ventes en CH | Exportation | Total   |
| ----------- | ------------ | ----------- | ------- |
| 1913 ,      | 332          | 21          | 353     |
| 1918        |              |             | 428     |
| 1906 - 1921 |              |             | > 3 000 |

## Publications
- Alexis Couturier, Pic-Pic Mon Amour, Genève, Imprimerie Genevoise SA, 1994.
- Alexis Couturier, R2, Le Retour, Sion, Gessler SA, 2004.
- Collectif, Circulez Genevois, y'a tout à voir, Genève, Slatkine, 2002.
- Ernest Schmid, Voitures suisses, Edita Lausanne, 1978.
- Ferdinand Hediger, "Pic-Pic, Distinguished Swiss Automobiles from Geneva" in Automobile Quaterly, vol. 44, n°3, 2004.
- Walter Schürmann, Die Entwicklung der Schweizer Automobilindustrie (Thèse), 1952.
- Laurent Christeller, Pic-Pic: une aventure industrielle genevoise, Genève, Fondation des archives de la famille Pictet, 2014.